# Patologija verbalne komunikacije
Patologija verbalne komunikacije je složeni proces oštećenja ili poremećaja stanja i funkcije pojedinog organa ili čula, odnosno daleko više od oštećenosti, nekompletnosti, nerazvijenosti ili odsutnosti pojedinog dela sistema sredstava verbalne komunikacije (skraćeno VK). Ona proizilazi iz pojma i strukture verbalne komunikacije ili bio-psiho-socijalnog entiteta čoveka koji je istovremeno biološko i društveno biće. U tom smislu ona se ne može razmatrati van prirode, funkcije i strukture verbalne komunikacije, koja čini jednu od komponenti osnovnih ljudskih sposobnosti.

## Sposobnost verbalne komunikacije
Verbalna komunikacija, proizilazi iz celine i zato je ona nedeljiva sposobnost čoveka za interpersonalnu komunikaciju, ili sposobnosti kako da se on izrazi, tako i da se razumeju misli, osećanja, želje i motivi drugih. Polazeći od ovih načela sposobnost verbalne komunikacije u sebi sadrži ne samo biološku, već i psihološku, lingvističku i socijalnu komponentu.

## Struktura patologije verbalne komunikacije
Strukturnu patologiju verbalne komunikacije čini:
Stanje čoveka komunikatora na planu verbalne komunikacije
To stanje može biti:
- Suspektno — kada se pretpostavlja da su prisutni simptomi razvojne, sociokulturološke i patološke prirode;
- Aberativno — kada simptomi ne ukazuju na prisustvo patološkog fenomena, već da se radi o stanju aberativnosti prouzrokovanom razvojnim, sociokulturnim i drugim faktorima
- Patološko — kada simptomi ukazuju na stanje ili proces koji je patološke prirode.

Patologija organizma verbalne komunikacije
Je stanje ili proces na nivou sistema, podsistema, mehanizama i delova organizma koje može prouzrokovati, prouzrokuje ili je prouzrokovalo smetnje, ograničenja, poremećenost stanja i funkcije sistema sredstava verbalne komunikacije ili usporenost, ograničenost sposobnosti verbalne komunikacije
Patologija sistema sredstava verbalne komunikacije
Je stanje koje ograničava, remeti ili onemogućava simboličku intra i interpersonalnu komunikaciju usled patološkog stanja na nivou osnovne verbalne komunikacije ili na nivou intra i inter sistemskih funkcija i relacija
Intra i inter sistemska patologija
Stanje oštećenosti, ograničenosti, poremećenosti ili isključenosti intra i inter sistemskih funkcija i relacija, kojima se obezbeđuje sinergetska funkcija organizma i sistema sredstava verbalne komunikacije
Logopatija
Poremećaji u govoru usled pogrešnog obrazovanja misli. 
Logopat
Osoba koja ima neku smetnju u govoru.

## Klasifikacija
Patologija VK u odnosu na delove sistema
U odnosu na delove sistema sredstava verbalne komunikacije, sama patologija verbalne komunikacije se deli na:
- Patologiju glasa
- Patologiju govora
- Patologiju jezika
- Patologiju čitanja
- Patologiju pisanja
- Patologiju sluha

Patologija VK u odnosu ma organizma verbalne komunikacije
Patologija verbalne komunikacije koja se odnosi na organizam verbalne komunikacije deli se na:
- Patologiju receptornog komunikativnog sistema
- Patologiju senzornog komunikativnog sistema
- Patologiju transmitornog komunikativnog sistema
- Patologiju integratornog sistema
- Patologiju efektornog komunikativnog sistema

## Dijagnoza
Kako bi se bliže odredio oblik patologije na nivou sredstava komunikacije mora se poći od etiološkog faktora, jer isti simptomi mogu biti sa različitim etiološkim faktorom, različitom dijagnozom, prognozom i različitim ishodom, dok različiti simptomi mogu proizilaziti iz istog etiološkog faktora.
Poremećaj komunikativnih sposobnosti može biti i prvi znak nekog duševnog oboljenja,  pa je u kliničkoj logopediji izuzetno značajna diferencijalna dijagnostika psihotične dezorganizacije od drugih oblika poremećaja govora i jezika kod dece i odraslih.
- Kod razvojnih disfazija ne postoji kapacitet za normalan razvoj jeziĉkih sposobnosti.
- Kod afazija dolazi do gubitka i/ili poremećaja već steĉenih jeziĉkih sposobnosti.
- Kod šizofrenije dolazi do razgradnje jezičkih sposobnosti.

Stepen psihotičnosti umnogome određuje vrstu i stepen logopatije, odnosno vrstu i težinu
simptomatologije verbalne komunikacije.
Zato se dijagnostikom mora utvrditi patologija verbalne komunikacije i to u odnosu na:  
- percepciju i razumevanje govora
- formulisanje i produkciju govora
- verbalno pamćenje i mišljenje

## Literatura
- Joвановић Симић Н, Славнић С. Атипичан језички развој. Друштво дефектолога Србије, Београд, 2009:210.
- Jовановић-Симић Н, Славнић С. Практикум за развој језичких способности. Друштво дефектолога Србије, Биг, Београд, 2008.
- Jовановић-Симић Н, Славнић С, Доброта Н. Практикум за развој аудитивне и визуелне перцепције. Друштво дефектолога Србије, Биг, Београд, 2008.